# Samy Baghdadi
Samy Baghdadi (Grasse, 11 juli 1997) is een Frans voetballer van Algerijnse afkomst die als aanvaller voor USL Dunkerque speelt.

## Carrière
Samy Baghdadi speelde in de jeugd van AS Cannes, RC Grasse en ES Cannet Rocheville, waar hij tussen 2016 en 2017 in het eerste elftal speelde. Hierna maakte hij de overstap naar AS Saint-Étienne, waar hij tweeënhalf jaar in het tweede elftal speelde. Ook zat hij in 2018 één wedstrijd bij de selectie van het eerste elftal, een bekerwedstrijd tegen Troyes AC. Hierna speelde hij anderhalf seizoen voor de amateurclub RC Grasse, waarin vanwege de coronapandemie weinig wedstrijden gespeeld werden. In 2021 kreeg hij na een proefperiode een contract tot 2023 aangeboden bij Fortuna Sittard. Hier debuteerde hij in het betaald voetbal op 14 augustus 2021, in de met 2-1 gewonnen thuiswedstrijd tegen FC Twente. In zijn tweede wedstrijd, die in 2-2 eindigde tegen RKC Waalwijk, maakte hij zijn eerste doelpunt. Dit bleek zijn enige doelpunt voor Fortuna, en na verloop van tijd kreeg hij weinig speeltijd meer in Sittard. Na een seizoen vertrok hij vanwege heimwee naar USL Dunkerque.

### Statistieken
| Seizoen                    | Club                 | Land           | Competitie             | Competitie | Competitie | Beker | Beker | Totaal | Totaal |
| Seizoen                    | Club                 | Land           | Competitie             | Wed.       | Dlp.       | Wed.  | Dlp.  | Wed.   | Dlp.   |
| -------------------------- | -------------------- | -------------- | ---------------------- | ---------- | ---------- | ----- | ----- | ------ | ------ |
| 2015/16                    | ES Cannet Rocheville | Frankrijk      | CFA 2                  | 2          | 1          | 0     | 0     | 2      | 1      |
| 2016/17                    | ES Cannet Rocheville | Frankrijk      | CFA 2                  | 18         | 13         | 0     | 0     | 18     | 13     |
| 2017/18                    | AS Saint-Étienne     | Frankrijk      | Ligue 1                | 0          | 0          | 0     | 0     | 0      | 0      |
| 2017/18                    | AS Saint-Étienne II  | Frankrijk      | National 3             | 20         | 14         | –     | –     | 20     | 14     |
| 2018/19                    | AS Saint-Étienne II  | Frankrijk      | Championnat National 2 | 8          | 1          | –     | –     | 8      | 1      |
| 2019/20                    | AS Saint-Étienne II  | Frankrijk      | Championnat National 2 | 10         | 0          | –     | –     | 10     | 0      |
| 2019/20                    | RC Grasse            | Frankrijk      | Championnat National 2 | 6          | 2          | 0     | 0     | 6      | 2      |
| 2020/21                    | RC Grasse            | Frankrijk      | Championnat National 2 | 8          | 6          | 0     | 0     | 8      | 6      |
| 2021/22                    | Fortuna Sittard      | Nederland      | Eredivisie             | 10         | 1          | 2     | 0     | 12     | 1      |
| 2022/23                    | USL Dunkerque        | Frankrijk      | Champ. National        | 17         | 7          | 1     | 1     | 18     | 8      |
| Carrièretotaal             | Carrièretotaal       | Carrièretotaal | Carrièretotaal         | 99         | 45         | 3     | 1     | 102    | 46     |
| Bijgewerkt op 5 maart 2023 |                      |                |                        |            |            |       |       |        |        |